# Alticola tuvinicus
Alticola tuvinicus е вид бозайник от семейство Хомякови (Muridae).

## Разпространение
Видът е разпространен в Монголия и Русия.